# Freddie Hansson
Freddie Hansson, egentligen Mats Fredrik Hansson, född 22 december 1963 i Stockholm, död 29 december 2001 i Gustavsberg, var en svensk musiker. Han var keyboardist i Noice mellan 1977 och 1983 samt 1991.

## Biografi
Hansson har skrivit flera av Noices kända låtar, bland annat "Ut i natten", "Bedårande barn av sin tid" och "Romans för timmen".
Noice splittrades 1982. Hansson och bandets sångare Hasse Carlsson påbörjade nya projekt och släppte tre år senare singeln "Natt efter natt", men när projekten floppade kom de att ägna mer och mer tid åt droger. Missbruket bidrog till att Hansson avled 2001 efter en tids sjukdom.

## Diskografi

### Noice
- 1979 – Tonårsdrömmar
- 1980 – Bedårande barn av sin tid
- 1981 – Det ljuva livet
- 1982 – Live på Ritz
- 1982 – Europa

### VHS/DVD
- 1982 – Det ljuva livet – en turnédokumentär

### Singlar
- 1985 – "Natt efter natt" (med Hasse Carlsson)